# Sauber C29
Der Sauber C29 ist ein Formel-1-Rennwagen und war der Einsatzwagen des Sauber-Rennstalls für die Formel-1-Weltmeisterschaft 2010.

## Technik und Entwicklung
Nach dem Rückzug von BMW war dies der erste Eigenbau des Schweizer Teams seit 2005. Angetrieben wird das Fahrzeug von einem Ferrari Typ 056 2.4 V8. Entwickelt wurde es vom technischen Direktor Willy Rampf, dem Chefdesigner Christoph Zimmermann und dem Chef der Aerodynamikabteilung, Seamus Mullarkey.

## Saison 2010
Er wurde zunächst von Kamui Kobayashi und Pedro de la Rosa pilotiert. Letzterer wurde nach dem 14. Saisonlauf durch Nick Heidfeld ersetzt. Die Präsentation fand am 31. Januar 2010 im spanischen Valencia statt.
Beim Debütrennen, dem Großen Preis von Bahrain, fielen beide Wagen wegen eines Hydraulikschadens aus. Beim zweiten Rennen der Saison, dem Großen Preis von Australien, kam Pedro de la Rosa als Zwölfter ins Ziel, wohingegen sein Teamkollege nach einem heftigen Unfall in der ersten Runde das Rennen abermals vorzeitig beenden musste. Auch beim dritten Lauf, dem Großen Preis von Malaysia, fielen wieder beide Fahrer frühzeitig aus. Diesmal ging bei beiden Fahrzeugen der Ferrari-Motor kaputt, bei de la Rosa bereits in der Runde zur Startaufstellung. In den folgenden Rennen blieb es bei der hohen Ausfallquote – nur in Spanien konnte durch Kobayashi noch ein 12. Platz eingefahren werden. Erst im siebten Saisonrennen schafften es erstmals beide Fahrer, ihr Auto ins Ziel zu bringen. De la Rosa kam in der Türkei als Elfter ins Ziel, Kobayashi sogar als Zehnter und holte somit den ersten Punkt für das Team in der Saison.
Nachdem das nächste Rennen wieder mit einem Totalausfall endete, verbesserte sich in der zweiten Saisonhälfte die Zuverlässigkeit deutlich. Das Team konnte nun regelmäßig Punkte einfahren und Kobayashi erzielte beim Großen Preis von Großbritannien mit einem sechsten Platz die besten Saisonplatzierung. Am Ende hatte Sauber 44 Punkte und beendete die Saison auf Platz acht der Konstrukteurswertung.

## Lackierung und Sponsoring
Der C29 ist überwiegend in Weiß lackiert. Weiterhin gibt es Farbakzente in Rot und Schwarz. Es werben Bridgestone, Burger King und Emil Frey auf dem Fahrzeug.

## Ergebnisse
| Fahrer               | Nr.                  | 1   | 2   | 3   | 4   | 5   | 6   | 7  | 8   | 9  | 10  | 11 | 12 | 13 | 14  | 15  | 16 | 17 | 18 | 19 | Punkte | Rang |
| -------------------- | -------------------- | --- | --- | --- | --- | --- | --- | -- | --- | -- | --- | -- | -- | -- | --- | --- | -- | -- | -- | -- | ------ | ---- |
| Formel-1-Saison 2010 | Formel-1-Saison 2010 |     |     |     |     |     |     |    |     |    |     |    |    |    |     |     |    |    |    |    | 44     | 8.   |
| P. de la Rosa        | 22                   | DNF | 12  | DNS | DNF | DNF | DNF | 11 | DNF | 12 | DNF | 14 | 7  | 11 | 14  |     |    |    |    |    | 44     | 8.   |
| N. Heidfeld          | 22                   |     |     |     |     |     |     |    |     |    |     |    |    |    |     | DNF | 8  | 9  | 17 | 11 | 44     | 8.   |
| K. Kobayashi         | 23                   | DNF | DNF | DNF | DNF | 12  | DNF | 10 | DNF | 7  | 6   | 11 | 9  | 8  | DNF | DNF | 7  | 8  | 10 | 14 | 44     | 8.   |

| Legende  | Legende            | Legende                                                          |
| Farbe    | Abkürzung          | Bedeutung                                                        |
| -------- | ------------------ | ---------------------------------------------------------------- |
| Gold     | –                  | Sieg                                                             |
| Silber   | –                  | 2. Platz                                                         |
| Bronze   | –                  | 3. Platz                                                         |
| Grün     | –                  | Platzierung in den Punkten                                       |
| Blau     | –                  | Klassifiziert außerhalb der Punkteränge                          |
| Violett  | DNF                | Rennen nicht beendet (did not finish)                            |
| Violett  | NC                 | nicht klassifiziert (not classified)                             |
| Rot      | DNQ                | nicht qualifiziert (did not qualify)                             |
| Rot      | DNPQ               | in Vorqualifikation gescheitert (did not pre-qualify)            |
| Schwarz  | DSQ                | disqualifiziert (disqualified)                                   |
| Weiß     | DNS                | nicht am Start (did not start)                                   |
| Weiß     | WD                 | zurückgezogen (withdrawn)                                        |
| Hellblau | PO                 | nur am Training teilgenommen (practiced only)                    |
| Hellblau | TD                 | Freitags-Testfahrer (test driver)                                |
| ohne     | DNP                | nicht am Training teilgenommen (did not practice)                |
| ohne     | INJ                | verletzt oder krank (injured)                                    |
| ohne     | EX                 | ausgeschlossen (excluded)                                        |
| ohne     | DNA                | nicht erschienen (did not arrive)                                |
| ohne     | C                  | Rennen abgesagt (cancelled)                                      |
| ohne     | keine WM-Teilnahme |                                                                  |
| sonstige | P/fett             | Pole-Position                                                    |
| sonstige | 1/2/3/4/5/6/7/8    | Punktplatzierung im Sprint-/Qualifikationsrennen                 |
| sonstige | SR/kursiv          | Schnellste Rennrunde                                             |
| sonstige | *                  | nicht im Ziel, aufgrund der zurückgelegten Distanz aber gewertet |
| sonstige | ()                 | Streichresultate                                                 |
| sonstige | unterstrichen      | Führender in der Gesamtwertung                                   |